# What in the World
«What in the World» — песня Дэвида Боуи, выпущенная на его альбоме Low в 1977 году. Она была включена в его репертуар на мировом туре 1978 года, а также на других крупных турах.
«What in the World» демонстрирует некоторые техники Боуи в написании текстов и производства песен периода Берлина. В этой композиции как и в других песнях с Low прослеживаются эксперименты Боуи с несвязными и нелинейными текстами, которые кажутся случайными предложениями и свободно-ассоциативными фразами.
При создании этой песни использовался питч-шифтер, который Тони Висконти принёс в студию для обработки барабанных партий Денниса Дэвиса. Партию бэк-вокала на песне исполняет Игги Поп. Дебютный альбом Игги Попа The Idiot записывался на той же студии, что и Low, продюсерами альбома выступили Тони Висконти и Дэвид Боуи.

## Участники записи
- Продюсер:
  - Тони Висконти
- Музыканты:
  - Дэвид Боуи: вокал
  - Карлос Аломар: ритм-гитара
  - Джордж Мюррей: бас-гитара
  - Деннис Дэвис: барабаны
  - Рики Гардинер: гитары
  - Брайан Ино: ARP синтезатор, Rimmer E.M.I.
  - Игги Поп: бэк-вокал
  - Рой Янг: Piano, farfisa organ

## Другие издания
- Концертная версия со второго концертного студийного альбома Stage была выпущена на стороне «Б» сингла Star в 1978 году.
- Оригинальная альбомная версия песни была выпущена на стороне «Б» сингла «Boys Keep Swinging» в апреле 1979 года в США.

## Кавер-версии
- The Blue Guitars выпустили свою версию песни синглом
- Гари Джонс выпустил кавер-версию песни синглом
- Red Hot Chili Peppers исполнили песню в Окленде (14 января 2013 года в Vector Arena)